# Жданов, Андрей Александрович
Андре́й Алекса́ндрович Жда́нов (14 [26] февраля 1896, Мариуполь, Екатеринославская губерния, Российская империя — 31 августа 1948, дом отдыха «Валдай», Долгие Бороды, Новгородская область) — революционер, советский партийный и государственный деятель. Один из активных организаторов сталинских репрессий в СССР. 
Член Политбюро ЦК ВКП(б) с 1939 года (кандидат с 1935 года).
С 1934 года секретарь ЦК ВКП(б) и член Оргбюро ЦК ВКП(б), член ЦК ВКП(б) с 1930 года (кандидат с 1925 года). Генерал-полковник (18 июня 1944).
Член ВЦИК и ЦИК СССР, депутат Верховного Совета СССР 1-2 созывов, делегат IX, XII и XIII съездов РКП(б), XIV, XV, XVI, XVII и XVIII съездов ВКП(б).

## Биография
Андрей Александрович Жданов родился 14 (26) февраля 1896 года в городе Мариуполе Мариупольского уезда Екатеринославской губернии.
Отец — инспектор народных училищ Александр Алексеевич Жданов (1860—1909), профессор богословия. Он родился в семье сельского священника, окончил в Рязани духовную семинарию, а в 1887 году блестяще окончил Московскую духовную академию, где затем стал доцентом на кафедре Священного Писания Ветхого Завета, был изгнан из академии со скандалом. Он, как отмечает биограф Андрея Жданова А. Волынец, стал одним из первых в России исследователей Апокалипсиса и создателем популярного в семинариях цикла лекций по истории Ветхого завета, также увлёкся идеями марксизма и социал-демократии. Александр Жданов стал первым учителем своего сына Андрея и оказал на него большое влияние. Мать, Екатерина Павловна (1868—1944), окончила Московскую консерваторию. Её отец — инспектор Московской духовной академии Павел Иванович Горский-Платонов.
После смерти отца семья — мать, Андрей и три его сестры (Анна, Татьяна и Елена) — переехали в Тверскую губернию. В 1910 году Андрей поступил в Тверское реальное училище, которое окончил в 1915 году на отлично, с одной лишь четвёркой по рисованию.
Затем учился в Петровско-Разумовской сельскохозяйственной академии и Московском Коммерческом институте; как вспоминал его сын, Жданов «увлекался метеорологией и климатологией. Поэтому в 1916 году 20-летним юношей поступил в Петровско-Разумовскую сельхозакадемию на отделение метеорологии»), но увлёкся революционными идеями и бросил учёбу, не закончив первый курс. Член РСДРП(б) с 1915 года. Имел подпольную кличку «Юрий».
В июле 1916 года был призван на военную службу в подготовительный учебный батальон в Царицыне. Затем был отправлен в 3-ю Тифлисскую школу прапорщиков, по окончании которой был произведён в прапорщики. С февраля 1917 года состоял в 139-м пехотном запасном полку в городе Шадринске Пермской губернии (ныне в Курганской области). С августа 1917 года — председатель Шадринского городского-уездного комитета РСДРП(б).
13 ноября 1917 года в составе Комитета общественного спасения (председатель комитета — эсер Н. В. Здобнов, глава Шадринской городской думы, заместитель — А. А. Жданов) ликвидировал беспорядки, связанные с разгромом хранилища спирта; в итоге крупнейшие на Урале запасы спирта были спущены в реку Исеть. На V уездном крестьянском съезде, который состоялся 7—10 января 1918 года, был избран комиссаром земледелия Шадринского уездного Совета.
В ночь на 25 января 1918 года отряды красногвардейцев заняли телеграф, телефонную станцию, милицию, вокзал, типографию и другие учреждения. Днем 25 января 1918 года в зале клуба общества приказчиков (ныне Шадринский драматический театр) открылся уездный съезд Советов крестьянских депутатов. 27 января 1918 года он слился с открывшимся уездным съездом Советов рабочих и солдатских депутатов. На съезде был избран исполнительный комитет уездного Совета рабочих, солдатских и крестьянских депутатов в составе 15 человек. Председателем Совета избран левый эсер П. Т. Чубаров, заместителем — А. А. Жданов. 29 января 1918 года шадринское уездное земство распущено. В январе — апреле 1918 года А. А. Жданов редактор шадринской газеты «Крестьянин и рабочий». 1 марта 1918 года в соответствии с постановлением Шадринского уездного исполкома Советов крестьянских, рабочих и солдатских депутатов был образован Совет комиссаров, которому вручена власть в городе и уезде. Членом Совета комиссаров являлся и А. А. Жданов, который возглавил земельный отдел. В 1918 году был инициатором и непосредственным исполнителем закрытия шадринской эсеровской газеты «Народная мысль» и организатором советской газеты «Путь к коммуне». Созванный 29 мая 1918 года Шадринский уездный съезд Советов принял решение о введении военного положения и добровольной мобилизации трудящихся. В июне 1918 года за 2—3 дня до вступления в Шадринск чехословацких частей и эсеровских войск покинул Шадринск. В 1918 году руководил в Перми курсами подготовки политических и культурно-просветительских работников.
В июне 1918 года поступил на службу в Рабоче-крестьянскую Красную армию, инспектор-организатор агитационного бюро Уральского окружного военкомата, сотрудник политотдела 3-й армии, в начале 1919 года — заведующий культпросветотделом Уфимского губвоенкомата и сотрудник политотдела 5-й армии Восточного фронта РККА.
С июля 1919 года — организатор, заведующий Подотделом, Отделом по работе среди профсоюзов и кооперации Тверского губернского комитета РКП(б). В 1919 году — преподаватель политграмоты на 1-х Тверских советских кавалерийских командных курсах РККА. В октябре — ноябре 1919 года — ответственный редактор газеты «Тверская правда».
С марта 1920 по июль 1921 года — заместитель председателя Тверского губернского комитета РКП(б), ответственный редактор газеты «Вестник коммунизма». Делегат IX съезда РКП(б) от Тверской организации. На 8-м Всероссийском съезде Советов избирается членом ВЦИК. В апреле — июле 1922 года — председатель Тверского губисполкома.
С июля 1921 по апрель 1922 года — заместитель председателя Исполнительного комитета Тверского губернского Совета, председатель Тверской губернской плановой комиссии.
С 26 апреля по 5 июля 1922 года — председатель Исполнительного комитета Тверского губернского Совета.
С июля 1922 по февраль 1934 в Нижнем Новгороде (Горьком):
- С 1922 по август 1924 года — заведующий агитационно-пропагандистским отделом (АПО) Нижегородского губкома РКП(б).
- С августа 1924 по август 1929 года — 1-й секретарь Нижегородского губкома ВКП(б).
- В 1924—1934 годах — 1-й секретарь Горьковского (Нижегородского) крайкома партии. Как вспоминал его сын, по инициативе Жданова «Горьковский край стал первой областью автомобилизма и дорожного строительства. Решение о совместном строительстве с американской компанией „Форд“ Горьковского автомобильного завода было принято в 1929 году...[11]».

С 10 февраля 1934 года — секретарь ЦК ВКП(б) и член Организационного бюро ЦК ВКП(б).
В марте — апреле 1934 года — заведующий Сельскохозяйственным отделом ЦК ВКП(б), затем — заведующий Планово-финансово-торговым отделом ЦК ВКП(б).
Организатор Первого съезда советских писателей.
С 1930-х — влиятельный идеолог партии, титульный соавтор (вместе со Сталиным и Кировым) замечаний по основным принципам изучения и преподавания истории (1934, опубликовано в 1936). Участвовал в создании «Краткого курса истории ВКП(б)», организатор его усвоения партийными массами.
После убийства Кирова с 15 декабря 1934 по 17 января 1945 года — 1-й секретарь Ленинградского обкома и горкома ВКП(б), член Военного совета Ленинградского военного округа (1935—1941, преобразован во фронт). С 1 февраля 1935 года — кандидат в члены Политического бюро ЦК ВКП(б) (избран на первом после убийства Кирова Пленуме ЦК партии). Член Исполнительного комитета Коммунистического интернационала (1935—1943).
В 1936 году, будучи первым секретарём Ленинградского обкома партии, объявил конкурс на написание литературных произведений. Первое место в конкурсе (проводившемся только один раз) стала повесть Евгения Фёдорова «Шадринский гусь» (не исключено, что конкурс был объявлен специально под эту повесть, поскольку в 1917 году именно Жданов был комиссаром земледелия в Шадринске).
25 сентября 1936 года вместе со Сталиным подписал телеграмму в ЦК о необходимости замены Г. Г. Ягоды на посту наркома НКВД Н. И. Ежовым.
В годы Большого террора стал одним из членов Политбюро ЦК, визировавших расстрельные списки.
Осенью 1937 года — проводник-инициатор чисток (репрессий) в Башкирской парторганизации, а также в Татарской АССР и Оренбургской области.
С марта 1938 года — член Главного Военного совета ВМФ СССР.
С 15 июля 1938 по 20 июня 1947 годы — Председатель Верховного Совета РСФСР.
С 21 ноября 1938 года — заведующий новообразованного Отдела агитпропа ЦК ВКП(б), с 31 марта 1939 года преобразованного в Управление пропаганды и агитации ЦК ВКП(б), возглавлял которое по сентябрь 1940 года.
С 1939 года (с XVIII съезда ВКП(б)) до смерти — член Политбюро.
С 26 июня 1939 по 21 марта 1941 годов — член Экономического совета при СНК СССР.
1939 — 1940 — в период Советско-финляндской войны — член Военного совета Северо-Западного фронта. В июне — августе 1940 года — уполномоченный ЦК ВКП(б) по Эстонии.
С июля 1940 года — член Главного Военного совета РККА, с августа того же года — член Комитета обороны при СНК СССР.
С мая 1941 года — член Бюро СНК СССР (6 мая 1941 года председатель СНК — И. В. Сталин), член Комиссии Бюро СНК СССР по военным и военно-морским делам.

## Война и послевоенное время
В годы Великой Отечественной войны — член Военного совета Главного командования войсками Северо-Западного направления (10.07.1941—27.08.1941), член Военного совета Ленинградского фронта (23.08.1941—9.07.1945).
Во время блокады Ленинграда безотлучно находился в осаждённом городе. После отстранения Л. З. Мехлиса от должности начальника Главного политического управления РККА в июне 1942 года Сталин предлагал ему занять эту должность, но Жданов в личном письме Сталину просил его отказаться от такого назначения, мотивируя отказ тем, что его отъезд из осаждённого Ленинграда будет плохо истолкован войсками и населением, а также может негативно отразиться на взаимоотношениях военных и гражданских властей и тем самым — на обороноспособности Ленинграда.
В интервью 2012 года бывший директор БДТ Геннадий Суханов вспоминал, что «однажды видел его (Жданова) в коридоре Смольного в то время (блокады Ленинграда). Он был, как все мы. Серого цвета френч, пустой, лицо чисто выбритое, немного одутловатое, мне ещё показалось, что у него была водянка. Вид у него был плохой. Он был не такой толстый, каким был до этого кошмара».
Член комиссии по расследованию злодеяний немецко-фашистских захватчиков (1942), однако, как отмечает канд. ист. наук М. Ю. Сорокина, в её работе участия он почти не принимал. В 1944—1947 годах возглавлял Союзную контрольную комиссию в Финляндии, в работе которой участвовал очень активно: посещал во главе делегаций Хельсинки, вёл переговоры с руководством Финляндии, руководил работой советских представителей в Финляндии.
Однако сразу после войны Сталин перевёл Жданова на работу в Москву. Как член Политбюро и Секретариата ЦК, он отвечал за идеологию и внешнюю политику, с апреля 1946 года осуществлял руководство Управлением пропаганды и агитации (начальник Г. Ф. Александров) и Отделом внешней политики (заведующий М. А. Суслов), с августа 1946 года вместо Маленкова председательствовал на заседаниях Оргбюро ЦК. Возглавил образованную в 1946 году комиссию, предложившую проект новой партийной программы. По мнению его сына, Сталин рассматривал его «как возможного преемника, но в отдаленной перспективе».
После войны проводил линию компартии на идеологическом фронте в поддержку социалистического реализма. В августе 1946 года выступил с докладом, в котором осуждались лирические стихи А. А. Ахматовой и сатирические рассказы Михаила Зощенко («Приключения обезьяны»). Зощенко был охарактеризован как «подонок литературы», а поэзия Ахматовой была признана Ждановым «совершенно далёкой от народа». К представителям «реакционного мракобесия и ренегатства в политике и искусстве» были отнесены Дмитрий Мережковский, Вячеслав Иванов, Михаил Кузмин, Андрей Белый, Зинаида Гиппиус, Фёдор Сологуб. Этот доклад Жданова лёг в основу партийного постановления «О журналах „Звезда“ и „Ленинград“». Как отмечал Оруэлл за границей: «Если через десять лет мы будем пресмыкаться перед кем-то вроде Жданова, значит — именно этого мы и заслужили».
По поручению ЦК партии руководил в июне 1947 года проведением философской дискуссии.
По распоряжению Жданова в 1947 году начал выходить журнал «Вопросы философии» и создано Издательство иностранной литературы.

## Болезнь, смерть и похороны
Жданов умер в 3 ч. 55 мин. 31 августа 1948 года в санатории ЦК ВКП(б), где проходил лечение из-за болей в области сердца. По официальной версии, «смерть последовала от паралича болезненно изменённого сердца при явлениях острого отёка лёгких».
1 сентября специальным поездом гроб с телом Жданова был доставлен в Москву на Белорусский вокзал и установлен в Колонном зале Дома Союзов, где с 18:00 до 16:00 следующего дня было организовано прощание. 2 сентября в 18:00 состоялся траурный митинг на Красной площади, за которым последовало погребение тела Жданова у Кремлёвской стены.
В последние дни жизни Жданова врач-кардиолог Лидия Тимашук по данным электрокардиографии диагностировала у него «инфаркт миокарда в области передней стенки левого желудочка и межжелудочной перегородки» и рекомендовала установить больному строгий постельный режим, однако с её мнением не согласились другие врачи, наблюдавшие Жданова: профессора Василенко, Виноградов, Егоров, доктора Карпай и Майоров. Тимашук убедили изменить её заключение, но она написала письмо начальнику главного управления охраны МГБ СССР А. С. Власику, в котором настаивала на своём диагнозе и указала на неправильные по её мнению методы лечения Жданова. После смерти Жданова Тимашук отправила более подробное письмо секретарю ЦК ВКП(б) А. А. Кузнецову.
Первоначально письма Тимашук были оставлены без внимания, но в конце 1952 года они были использованы при разработке «дела врачей». Жданов был объявлен одной из жертв «врачей-вредителей», а Тимашук 20 января 1953 года была награждена орденом Ленина. 3 апреля того же года (в день реабилитации и освобождения пострадавших врачей) указом Президиума Верховного Совета СССР награждение было отменено.

## Семья
- Жена с лета 1918 года — Зинаида Александровна (урождённая Кондратьева) (1898—1990[38]) — дочь ссыльного А. И. Кондратьева, соученица по шадринской гимназии Нины Ивановны (урождённой Михалёвой), жены создателя первой шадринской газеты «Исеть» (1913), председателя шадринской городской думы (1918), видного деятеля партии эсеров, депутата Учредительного собрания (1918), классика отечественной библиографии Николая Васильевича Здобнова.
- Сын — Юрий Андреевич (1919—2006) — советский и российский учёный, доктор химических наук, профессор, член-корреспондент РАН, ректор Ростовского государственного университета. С апреля 1949 года до осени 1952 года был женат на Светлане Аллилуевой, дочери И. В. Сталина.
- Сестра — Татьяна, секретарь одного из райкомов ВКП(б) г. Горький[39].
  - Племянник — Антон (24.02.1918—24.02.1940), участник Советско-финляндской войны.

## Награды
- Орден Ленина (15 марта 1935) — за выдающиеся заслуги в деле руководства работой по Горьковскому краю
- Орден Ленина (25 февраля 1946) — в связи с пятидесятилетием со дня рождения и за выдающиеся заслуги перед партией и советским народом
- Орден Красного Знамени (21 марта 1940) — за образцовое выполнение боевых заданий Командования на фронте борьбы с финской белогвардейщиной и проявленные при этом доблесть и мужество
- Орден Суворова I степени (21 февраля 1944) — за умелое и мужественное руководство боевыми операциями и за достигнутые в результате этих операций успехи в боях с немецко-фашистскими захватчиками[40]
- Орден Кутузова I степени (29 июля 1944) — за образцовое выполнение боевых заданий Командования на фронте борьбы с немецкими захватчиками[41][42]
- Орден Трудового Красного Знамени (4 апреля 1939) — за выдающиеся успехи в сельском хозяйстве, в частности за достижение высоких показателей по льноводству и животноводству
- Медаль «За Победу над Германией в Великой Отечественной войне 1941-1945 гг.» (1945)
- Медаль «За доблестный труд в Великой Отечественной войне 1941—1945 гг.» (1945)
- Медаль «За оборону Ленинграда» (22 декабря 1942)
- Медаль «В память 800-летия Москвы»

## Мнения об А. А. Жданове
А. А. Жданов относился к революционно-демократическому крылу российской интеллигенции, к разночинцам в самом добром смысле. Отсюда его неприязнь к эстетству, салонному стилю, аристократизму, декадансу и модернизму. Вот почему, рассердившись на родственницу мещаночку, которая любила твердить: «Мы — аристократы духа», — он в сердцах сказал: «А я — плебей!»— Сын Юрий Андреевич Жданов

Зощенко и Булгаков открыли этот тип в двадцатые года. Теперь коммунальный хам завершил своё развитие, обрёл мечту своих кошмарных ночей — генеральские звёзды, вооружился линзами здравого смысла, причислил себя к сонму телевизионных светил.
На предыдущей стадии своего развития он назывался Ждановым. Пройдя сквозь кровавую парилочку тридцатых, зощенковский банщик и булгаковский шарик стали Ждановым. Колумбы, открыватели типа, были объявлены уродами. Солидный устойчивый нормальный Жданов ненавидел своего открывателя, урода, отрыжку общества, мусорную шкварку перегоревшего «серебряного века».
Вот, в сущности, главный конфликт времени, идеально короткая схема: «Зощенко — Жданов»…
— Василий Аксёнов, „Ожог“

Василий Аксёнов… совершенно верно определил Жданова как типичного мещанина. А ведь Жданов, как известно, был одним из самых развитых и образованных субъектов в сталинском руководстве.
— Александр Тарасов

## Память
В честь Жданова в СССР было названо много объектов, в том числе его родной город Мариуполь, Ленинградский университет, Санкт-Петербургский Дом учёных, улица Рождественка и Ждановский район в Москве и в Ленинграде, московская станция метро «Ждановская» (ныне «Выхино»), крейсер «Жданов», бывшая «Путиловская верфь» (ныне Северная верфь), Дворец пионеров в Ленинграде (ныне Санкт-Петербургский городской дворец творчества юных), улица в Киеве (ныне — Гетмана Сагайдачного).
В Мариуполе, находящемся под российской оккупацией, 19 февраля 2025 открыли музей Жданова.
Имя А. А. Жданова было также присвоено:
- городу Мариуполю (в 1948—1989);
- городу Бейлаган (Азербайджан) (Ждановск в 1939—1989 годах);
- Имени Жданова — село в Кизлярском районе Дагестана;
- Жданов — село в Республике Каракалпакстан;
- 1935—1980 годах кишлак Мусакок Самаркандская область (Узбекистан) назывался Жданов;
- Иркутскому государственному университету (в 1939—1989);
- Ленинградскому государственному университету (в 1948—1989);
- Горьковскому политехническому институту (в 1934—1989);
- Калининградскому высшему военно-инженерному командному училищу;
- Ленинградскому высшему военно-морскому политическому училищу;
- «Первой образцовой типографии» Союзполиграфпрома при Государственном комитете СССР по делам издательств, полиграфии и книжной торговли;
- Ижорскому заводу (в 1948—1989);
- Павловскому автобусному заводу (в 1952—1991 годах);
- Владимирскому тракторному заводу;
- Горьковскому судостроительному заводу «Красное Сормово»;
- танку модели Т-28, в 20-й тяжёлой танковой бригаде;
- 14-му гвардейскому истребительному авиационному полку;
- 45-й гвардейской стрелковой дивизии (22 октября 1948 года);
- проспекту в Горьком (ныне Молодёжный проспект);
- улице в Набережных Челнах;
- улице Черниковской в Уфе, улице Осинской в Перми, улице Базовской в Краснодаре (1948—1989);
- улице Михайловской (с 1920 — Коммуны) в Шадринске (1948—1989);
- улице в Муроме (ныне Московская);
- бульвару в Запорожье (с 1989 — бульвар Тараса Шевченко);
- улице в Сыктывкаре (с 1989 — Корткеросская);
- улице в Алма-Ате (с 1989 — улица им. Шакарима)
- улице в Казани (в 1949—1988; до и после — улица Эсперанто, с 2015 — улица Нурсултана Назарбаева)
- улице в Рыбинске (с 1989 — улица Рапова)[источник не указан 748 дней];
- улице в Брянске (с 1989 — улица Тухачевского);
- улице в Минске (с 1989 — улица Жилуновича);
- улице в Тольятти (с 1989 — улица Ларина);
- улице в Магнитогорске (с 1989 — улица Ленинградская);
- улице в Сарани (с 1989 — улица Победы);
- одной из главных улиц посёлка Карташевская (Гатчинский район Ленинградской области; ныне Зелёная, прежде — Екатерининская);
- многим колхозам и совхозам в СССР.

В годы перестройки имя Жданова было официально осуждено руководством КПСС. В январе 1989 года вышло Постановление ЦК КПСС «Об отмене правовых актов, связанных с увековечиванием памяти А. А. Жданова», в котором отмечалось, что в связи с «многочисленными обращениями трудящихся с предложениями отменить правовые акты, увековечивающие память А. А. Жданова» «установлено, что А. А. Жданов был одним из организаторов массовых репрессий 1930-х — 1940-х годов в отношении ни в чём не повинных советских граждан. Он несёт ответственность за допущенные в тот период преступные действия, нарушения социалистической законности». Исходя из этого ЦК КПСС внёс предложения об отмене присвоения имени Жданова Иркутскому государственному университету, Калининградскому высшему инженерному училищу инженерных войск, Полтавскому локомотиворемонтному заводу, городу Мариуполю и Ленинградскому государственному университету, а также отмене принятых указов и постановлений, связанных с увековечиванием памяти Жданова, присвоением его имени городам, районам, посёлкам, улицам, предприятиям, колхозам, воинским частям, школам, техникумам, профессионально-техническим училищам и другим учреждениям и организациям, расположенным на территории республик, краёв и областей. 13 января 1989 года Совет Министров СССР принял постановление № 46, которым, «учитывая многочисленные пожелания трудящихся», отменил правовые акты об увековечении памяти А. А. Жданова. После этого многие из наиболее крупных объектов были в рекордные сроки переименованы. 13 января 1989 года общим постановлением ЦК КПСС и СМ СССР городу Мариуполь было возвращено историческое имя. В течение недели там были демонтированы три памятника Жданову, его мемориальный музей преобразован в музей народного быта. В феврале 2025 г. в захваченном в ходе войны с Украиной Мариуполе был открыт музей Жданова, являющийся филиалом Музея обороны и блокады Ленинграда (после начала войны власти Санкт-Петербурга объявили о побратимстве с Мариуполем, что подразумевало финансирование восстановления города в том числе за счёт бюджетных средств). На открытии музея присутствовал внук Жданова Андрей Юрьевич Жданов, который сказал об «огромной радости» от того, что память о его деде возрождается, и «начинает торжествовать историческая справедливость».
Однако некоторые объекты, названные в честь Жданова, сохранили свои названия и по сей день. В ряде городов России по-прежнему существуют улицы Жданова (Волгоград, Красноярск, Грозный, Ступино, Коломна, Химки и др.). Также имя Жданова до сих пор носят посёлок Ждановский в Нижегородской области, посёлок имени Жданова в Воронежской области и одноимённое село в Дагестане, а также несколько сёл под названием Жданово. Историческая местность в городе Всеволожске, где располагалась дача Жданова, носит название Ждановские Озёра, давшая также название улицам 1-е Ждановское озеро и 2-е Ждановское озеро.
В 2016 году на Украине, в соответствии с законом о декоммунизации, были переименованы посёлок Жданово Днепропетровской области и село Ждановка Хмельницкой области.
Памятник Андрею Жданову установлен в селе Топки Орловской области на территории бывшего колхоза имени Жданова.

## Киновоплощения
- Юрий Толубеев «Сталинградская битва» (1949)
- Сергей Харченко «Блокада» (1973-77)
- Игорь Марычев «Звезда эпохи» (2005)
- Александр Давыдов «Сталин. Live» (2007)
- Сергей Колтаков «Ленинград» (2007)
- Андрей Харыбин «Коридор бессмертия» (2019)

## Труды и речи
- Жданов А. А. Советская литература — самая идейная, самая передовая литература в мире: речь на Первом Всесоюз. съезде советских писателей 17 авг. 1934 г. — [Б. м.]: Госполитиздат, 1953. — 10 с.
- Жданов А. А. Стахановцы настоящие большевики производства: речь 16 ноября 1935 г. — М.: Партиздат ЦК ВКП(б), 1935. — 14 с.
- Жданов А. А. Речь на торжественном пленуме ЦК ВЛКСМ совместно с активом, посвящённом XX-летию ВЛКСМ, в Большом театре 29 октября 1938 года. — [Б. м.]: Молодая гвардия, 1939. — 15 с.
- Жданов А. А. Выступление на дискуссии по книге Г. Ф. Александрова «История западноевропейской философии». 24 июня 1947 г. — [Б. м.]: Госполитиздат, 1947. — 44 с.
- Жданов А. А. Доклад товарища Жданова о журналах «Звезда» и «Ленинград»: сокращённая и обобщенная стенограмма докладов т. Жданова на собрании партийного актива и на собрании писателей в Ленинграде. — М.: Госполитиздат, 1946. — 38 с.
- Жданов А. А. О преобразовании Карельской Автономной Советской Социалистической Республики в Союзную Карело-Финскую Советскую Социалистическую Республику: доклад депутата Жданова А. А. на заседании VI Сессии Верх. Сов..

## Комментарии
1. ↑  Дом отдыха (санаторий) «Валдай» располагался близ озёр Валдай и Ужин на территории Станковского сельсовета Валдайского района Новгородской области (ныне резиденция «Долгие Бороды» находится в Рощинском сельском поселении Валдайского района Новгородской области)[7].